# Біляче хутро (геральдика)
Ви́вірка (лат. varius, давньофр. vair) — тинктура у геральдиці. Належить до класу геральдичних хутр.    

## Особливості
Найчастіше використовувалося натуральне хутро блакитної (сірої) білки. Звичай прийшов з середньовіччя і до геральдикуи від древніх германців, чиї бойові щити покривалися хутром. З хутра досить легко можна було вирізувати ту або іншу фігуру, яка і прибивалася потім до щита цвяхами.
Особливість забарвлення виробів з білки полягала в чергуванні сіро-блакитного і білого хутра, оскільки шкірки зшивалися, утворюючи чергування забарвлення спини і черевця названого хутрового звірятка. Також дуже часто дороге хутро замінювалося вирізками з дешевої матерії (сукно), у вигляді шашок, ромбів, фестонів і т. д.

## Шраффіровка і колірне відображення

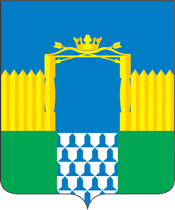
Біляче хутро в гербі міста Катайська

Графічно у чорно-білому варіанті найчастіше позначається білими і чорними щитоподібними фігурами, розташованими поперемінно. При зображенні в кольорі — чергуються сіро-блакитні і білі фігури, іноді в природному вигляді, але частіше за допомогою хвилеподібних ліній або, з XIV століття, під впливом готичного стилю, у вигляді так званих «залізних шапочок», що утворюють візерунок.
Залізні шапочки зазвичай розташовані рядами, чергуючись за забарвленням. Назва візерунку дана герольдами, ймовірно, унаслідок подібності з бойовими шапками тієї епохи. Звичайно прийняте число залізних шапочок — не більше 2-х з половиною в кожному ряду, якщо їх більше, то це називається «зменшеним білячим хутром», в зворотному випадку — «збільшеним білячим хутром». У французькій геральдиці встановлено також певне число рядів: якщо число рядів в щиті перевищує чотири, то це називається «menu-vair», коли ж менше, то називається «beffroy». Кожен ряд шапочок називається «tire». Одинична, така, що стоїть окремо в щиті, залізна шапочка вважається в геральдиці за просту фігуру і описується як така.
Різновиди білячого хутра:
1. Звичайне біляче хутро — сині залізні шапочки в срібному полі, розташовані рядами, упоперек щита (Feh, vair).
2. Перевернене біляче хутро (Sturzfeh) — сині шапочки перевернені, а білі — стоячі.
3. Поставлений в стовпі (Pfahlfeh) — шапочки розташовані одна під іншою, так що вершина нижньої опирається в основу верхньої.
4. Поставлений в стовп і перевернений (Sturzpfahlfeh).
5. Протибілячий (Cegenfeh, centre vair) — один ряд шапочок стоячий, а наступний перевернений, так що шапочки сходяться підставами.
6. Протибілячий перевернений (Sturzgegenfeh) — переверненим є перший ряд, a стоячим — другий і т. д.
7. Біляче хутро з різноколірними шапочками (неправильних кольорів) (Buntfeh).
8. Біляче хутро з горностаєвими шапочками (Hermelinfeh).
9. Біляче хутро з гачкоподібними шапочками (Krütckenfeh, potent) — зустрічається лише в англійській геральдиці.
10. Біляче хутро зі змінними гачкоподібними шапочками (Wechselkruckenfeh).

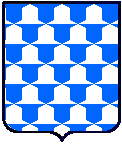
Vair, modern style
Vair ancien
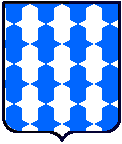
Counter-vair
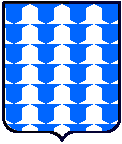
Vair in pale
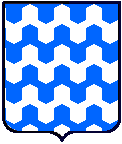
Vair-en-pointe
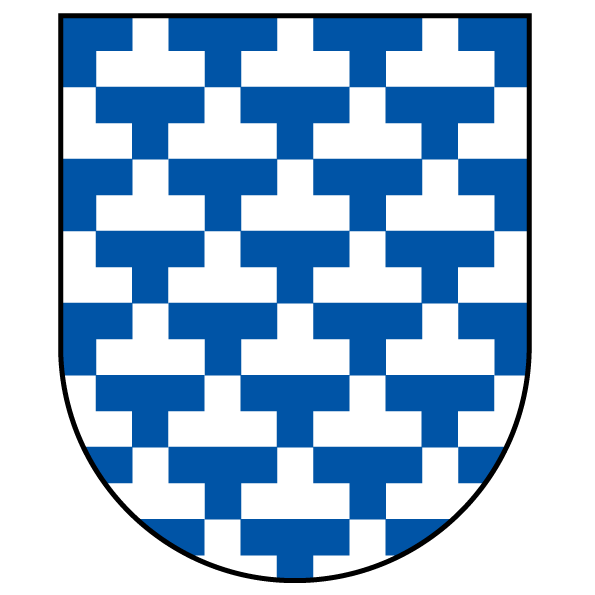
Potent
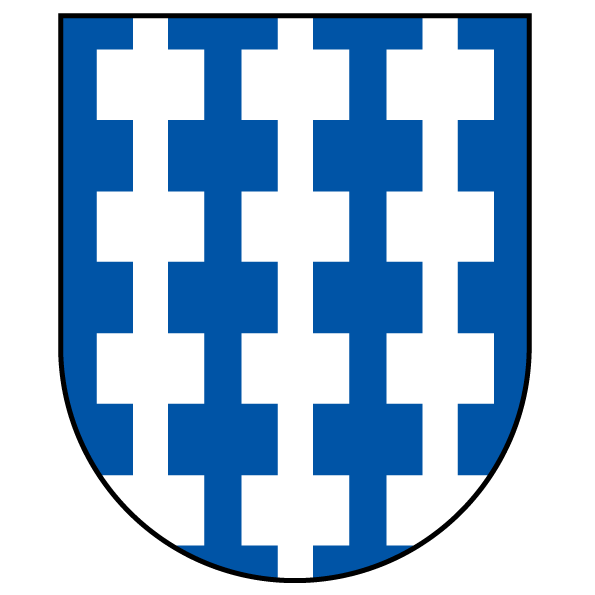
Counterpotent
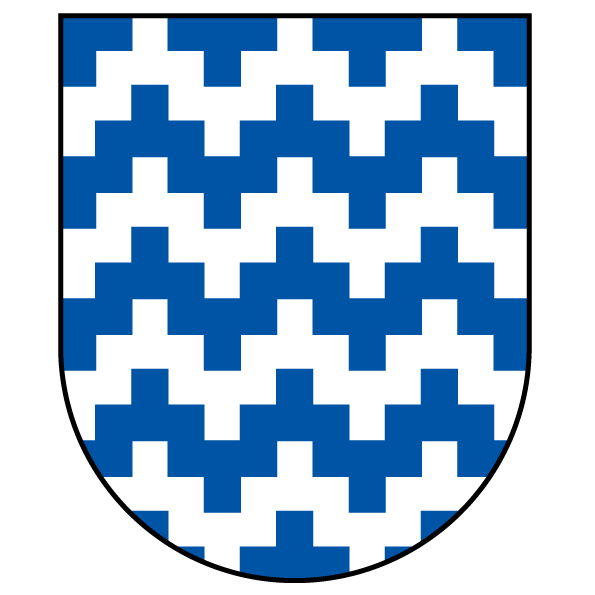
Potent-en-pointe